# Conchopus poseidonius
Conchopus poseidonius är en tvåvingeart som beskrevs av Sadao Takagi 1965. Conchopus poseidonius ingår i släktet Conchopus och familjen styltflugor. Inga underarter finns listade i Catalogue of Life.